# TNA King of the Mountain Championship
Le TNA King of the Mountain Championship (anciennement appelé TNA Legends Championship,TNA Global Championship et TNA Television Championship) est un championnat secondaire de catch qui utilisé par la Total Nonstop Action Wrestling.
Le titre a été créé le 23 octobre 2008 quand Booker T s'auto-proclame TNA Legends Champion. Le 21 octobre 2009, le titre change pour la première fois de nom pour celui de TNA Global Championship puis TNA Television Championship le 26 juillet 2010. La TNA retire ce titre une première fois le 3 juillet 2014. Le 28 juin 2015, la TNA le réactive et le renomme TNA King of the Mountain Championship et le 12 août 2016, Lashley bat James Storm pour devenir le dernier champion. Le lendemain, Billy Corgan annonce le retrait de ce titre.

## Création du titre
Le titre a été introduit au cours d'une histoire qui  opposé de jeunes talents qui sont dans l'entreprise  contre les anciens combattants de la lutte professionnelle The Main Event Mafia. Dans les semaines qui ont précédé le dévoilement de la ceinture, Booker T réalisé autour d'une mallette en acier. Le 23 octobre 2008 épisode de TNA Impact!, Booker T a introduit la ceinture en la retirant de la mallette en acier et en annonçant son nom en tant que TNA Legends Championship. Il a suivi en se déclarant comme le champion. Il a poursuivi en déclarant que le championnat était le sien et qu'il le défendrait à son bon vouloir, ce qui signifie que le championnat était non sanctionnée par TNA dans le scénario. Le 15 mars 2009 à TNA Destination X pay-per-view (PPV), AJ Styles battait Booker T pour remporter le championnat.
Le 29 octobre 2009, le champion Eric Young renomme le titre Global Championship, Rob Terry prend le titre a Eric Young qu'il bat le record du plus long règne du titre.
Le 29 juillet 2010 AJ Styles récupère le titre pour la deuxième fois et alors champion, le renomme Television Championship. Douglas Williams remporte le titre lors de TNA Final Resolution 2010, Abyss lui récupère lors de TNA Genesis 2011
Le 3 juillet 2014, le TNA Directeur of Wrestling Opérations, Kurt Angle désactive le titre, invoquant comme prétexte que sous les régimes de Dixie Carter et de MVP le titre n'a jamais été défendu et un titre non défendu n'a plus lieu d’être.
Le 28 juin à Slammiversary XIII, le titre est réactivé et devient le TNA King of the Mountain Championship, le nouveau champion couronné dans un King of the Mountain Match est Jeff Jarrett.
Le 13 août, le titre est désactivé.

## Historique des règnes
Le titre a connu 25 règnes pour un total de 19 champions différents. Il a été vacant à trois reprises.
| #  | Catcheurs        | Règnes | Date              | Jours     | Lieu                       | Évènement             | Notes |
| -- | ---------------- | ------ | ----------------- | --------- | -------------------------- | --------------------- | --- |
| 1  | Booker T         | 1      | 23 octobre 2008   | 143 jours | Las Vegas, Nevada          | TNA Impact!           | S'est auto-proclamé champion,. |
| 2  | AJ Styles        | 1      | 15 mars 2009      | 126 jours | Orlando, Floride           | Destination X 2009    | , |
| 3  | Kevin Nash       | 1      | 19 juillet 2009   | 3 jours   | Orlando, Floride           | Victory Road 2009     | Catcheur le plus vieux détenant ce titre,. |
| 4  | Mick Foley       | 1      | 22 juillet 2009   | 25 jours  | Orlando Floride            | TNA Impact!           | Foley, faisant équipe avec Bobby Lashley et Kevin Nash avec Kurt Angle, dans un tag team match pour remporter le titre,.                      |
| 5  | Kevin Nash       | 2      | 16 août 2009      | 63 jours  | Orlando Floride            | Hard Justice 2009     | Premier à avoir remporté le titre plus d'une fois,.                                                                                           |
| 6  | Eric Young       | 1      | 18 octobre 2009   | 101 jours | Irvine Californie          | Bound for Glory 2009  | C'était un Triple Threat match à Bound for Glory qui incluait également Hernandez. Le titre fut renommé Global Championship durant ce règne,. |
| 7  | Rob Terry        | 1      | 27 janvier 2010   | 167 jours | Cardiff, au Pays de Galles | House show            | S'est passé dans un autre pays,. |
| 8  | AJ Styles        | 2      | 13 juillet 2010   | 145 jours | Orlando Floride            | TNA Impact!           | Le titre fut renommé "TNA Television Championship" lors de ce règne.,                                                                         |
| 9  | Douglas Williams | 1      | 5 décembre 2010   | 35 jours  | Orlando Floride            | Final Resolution 2010 | , |
| 10 | Abyss            | 1      | 9 janvier 2011    | 64 jours  | Orlando Floride            | Genesis 2011          | A remplacé AJ Styles qui c'était blessé,. |
| /  | Vacant           | /      | 14 mars 2011      | /         | Orlando, Floride           | TNA Impact!           | À la suite d'une blessure de Abyss le titre fut vacant                                                                                        |
| 11 | Gunner           | 1      | 14 mars 2011      | 64 jours  | Orlando, Floride           | TNA Impact!           | Remporte le titre face à Rob Terry et son partenaire Murphy,.                                                                                 |
| 12 | Eric Young       | 2      | 17 mai 2011       | 180 jours | Orlando, Floride           | Impact Wrestling      | Remporte le titre après avoir fait le tomber sur Gunner,.                                                                                     |
| 13 | Robbie E         | 1      | 13 novembre 2011  | 126       | Orlando, Floride           | Turning Point (2011)  | |
| 14 | Brother Devon    | 1      | 18 mars 2012      | 192       | Orlando, Floride           | Victory Road 2012     | Remporte le titre face à Robbie E |
| /  | Vacant           | /      | 26 septembre 2012 | /         | Orlando                    | TNA Impact!           | Laissé vacant à la suite du départ de Brother Devon de Impact Wrestling                                                                       |
| 15 | Samoa Joe        | 1      | 27 septembre 2012 | 70        | Orlando                    | TNA Impact!           | Remporte le titre face à Mr Anderson |
| 16 | Devon            | 2      | 6 décembre 2012   | 178       | Orlando                    | Impact Wrestling      | |
| 17 | Abyss            | 2      | 2 juin 2013       | 396       | Orlando                    | Slammiversary XI      | |
| -  | Désactivé        | /      | 3 juillet 2014    | /         | /                          | -                     | Le titre est désactivé le 3 juillet par le Directeur des opérations, Kurt Angle.                                                              |
| 18 | Jeff Jarrett     | 1      | 28 juin 2015      | 29        | Orlando                    | Slammiversary XIII    | Le titre fut renommé "TNA King Of The Moutain Championship.                                                                                   |
| -  | Vacant           | /      | 27 juillet 2015   | /         | /                          | -                     | Le titre est mis vacant car Jeff Jarrett devient TNA Général Manager.                                                                         |
| 19 | PJ Black         | 1      | 27 juillet 2015   | 1         | Orlando                    | Impact Wrestling      | Diffusé le 12 août 2015 |
| 20 | Bobby Roode      | 1      | 28 juillet 2015   | 162       | Orlando                    | Impact Wrestling      | Diffusé le 2 septembre 2015. |
| 21 | Eric Young       | 3      | 6 janvier 2016    | 73        | Bethlehem, Pennsylvanie    | Impact Wrestling      | Diffusé le 12 janvier 2016. |
| 22 | Bram             | 1      | 19 mars 2016      | 35        | Orlando                    | Impact Wrestling      | Diffusé le 26 avril 2016. |
| 23 | Eli Drake        | 1      | 23 avril 2016     | 82        | Orlando                    | Impact Wrestling      | Eli Drake a utilisé son contrat TNA Feast or Fired sur Bram après une attaque de Bobby Lashley Diffusé le 31 mai 2016.                        |
| 24 | James Storm      | 1      | 14 juillet 2016   | 28        | Orlando                    | Impact Wrestling      | Diffusé le 4 août 2016. |
| 25 | Lashley          | 1      | 11 août 2016      | 2         | Orlando                    | Impact Wrestling      | |
|    | Désactivé        | /      | 13 août 2016      |           | /                          |                       | |

## Règnes combinés
| Rang | Catcheur         | # de règnes | Jours combinés |
| ---- | ---------------- | ----------- | -------------- |
| 1    | Abyss            | 2           | 460            |
| 2    | Devon            | 2           | 370            |
| 3    | Eric Young       | 3           | 354            |
| 4    | A.J. Styles      | 2           | 271            |
| 5    | Rob Terry        | 1           | 167            |
| 6    | Bobby Roode      | 1           | 162            |
| 7    | Booker T         | 1           | 143            |
| 8    | Robbie E         | 1           | 126            |
| 9    | Eli Drake        | 1           | 82             |
| 10   | Samoa Joe        | 1           | 70             |
| 11   | Kevin Nash       | 2           | 66             |
| 12   | Gunner           | 1           | 64             |
| 13   | Bram             | 1           | 35             |
| 13   | Douglas Williams | 1           | 35             |
| 15   | Jeff Jarrett     | 1           | 29             |
| 16   | James Storm      | 1           | 28             |
| 17   | Mick Foley       | 1           | 25             |
| 18   | Lashley          | 1           | 2              |
| 19   | PJ Black         | 1           | 1              |